# 15-й Міжнародний фестиваль православного кіно «Покров»
XV Міжнародний фестиваль православного кіно «Покров» — це кінофестиваль короткометражних ігрових та анімаційних фільмів на православну та сімейну просвітницьку тематику, що проводився з 6 по 8 жовтня 2017 року у Києві.
Тематика фестивалю: «молодь та її місце в духовних процесах».
У фестивалі взяли участь 60 фільмів з України, Білорусі, Грузії, Фінляндії та інших країн.

## Особливості
В рамках фестивалю проходила творча зустріч з маестро кіно Кшиштофом Зануссі, а також — круглий стіл, присвячений творчості київського режисера Олександра Столярова, який помер влітку 2017 року.

## Переможці

### Анімаційне кіно
Перша премія
- «Маршрутка на Дніпро», авторська група: Загорнян Дмитро, Свиридов Арсеній, Реброва Марія, Корчевська Мілена, Помозова Анастасія;
- «Святий Паїсій», режисери: Надія Кошман, Олександр Столяров.

Друга премія
- «Сказ про Петра і Февронію», режисери: Юрій Рязанов, Юрій Кулаков;
- «Бесіди про Біблію», режисер Анастасія Галкіна.

Третя премія
- «Азбуколюбци», режисери: Яків Попов, Сара Попова

### Документальне кіно
- ГРАН-ПРІ — «Камчатські отци», режисер Дмитро Нікітін

Перша премія
- «Сибірський ковчег», режисер Павло Скоробогатов;
- «Хрещення Русі», режисер Максим Беспалий.

Друга премія
- «Сестра Іоанна», режисер Анастасія Кужовнік;
- «Сирія. Тут був рай», режисер Ігор Калядін.

Третя премія
- «Звичайний святий», режисер Олександр Столяров.

### Короткометражне ігрове кіно
Перша премія
- «Їду як хочу», режисер Денис Філюков.

Друга премія
- «Сповідь Мізантропа», режисер Тетяна Жукова.

Третя премія
- «Телепень», режисер Олена Аврамова
- «Близькі люди», режисер Анна Сімакова

### Повнометражне ігрове кіно
Перша премія
- — ;Друга премія:
- «Нічий», режисер Євген Татаров

Третя премія
- «ВІРА», режисер Андрій Грачов

### Інші нагороди
- Диплом «Кращій дитячій анімаційній студії» — Дніпропетровський обласний дитячо-юнацький кіноцентр «ВЕСНЯНКА», директор Кучма Олександр Іванович, художній керівник Кольцова Світлана Михайлівна.
- Диплом «За краще соціальне кіно» — Сергій Поздняков за короткометражний ігровий фільм «Дедлайн».
- Диплом «Кращому акторові» — Олег Чугунов за ігровий фільм «Нічий».
- Диплом «Кращій актрисі» — Юлія Горохова за анімаційний фільм «Сказ про Петра і Февронії».
- Диплом «За творчий пошук в анімаційному кіно» — анімаційний фільм «Коли приходить весна», творча група: Лескевич Поліна, Федотов Михайло, Лазоркіна Анастасія, Нолбат Софія.
- Диплом «За вірність Православній традиції»:
  - документальний фільм «Чудеса Тихвіна», режисер Ліса Ховінхеймо, продюсер Лііса Акімоф;
  - документальний фільм «Перший якутський», режисер Світлана Сивцева;
  - документальний фільм «У вірі та в правді», режисер Андрій Раднюк.
- Диплом «За віру, надію, любов»:
  - документальний фільм «Сила метеликів», режисер Роман Романов;
  - документальний фільм «А хто витерпить до кінця», режисер Сергій Андрієнко.
- Диплом «За актуальність теми»:
  - документальний фільм «Врятувати і зберегти», режисер Колихаліна Лусіне;
  - короткометражний фільм «#Всепока», режисер Влад Ковальов;
  - короткометражний фільм «Кадет», режисер Олександр Столяров.
- Диплом «За кращу операторську роботу» — операторам Івану Ніколаєву, Олексію Мельникову, Олексію Полушину, Дмитру Волкову за документальний фільм «Історія Православ'я в Марі Ел», режисер Євген Опарін.
- Диплом «Кращій героїні фільму» — Лідія Мирошниченко за документальний фільм «Її хліб насущний», режисер В'ячеслав Бігун.
- Диплом «Кращому герою фільму» — Кирило Стрельцов за документальний фільм «Який прекрасний цей світ», режисер Ірина Мінігалеєва.
- Диплом «Премія Сергія Лосєва за режисуру» — режисер Ігор Калядін за документальний фільм «Сирія. Тут був рай».
- Диплом «За краще висвітлення історичних подій» — документальний фільм «Біженці 1915—1922», режисер Юрій Калина.
- Диплом «За кращу Православну програму» — телевізійна програма «День сьомий», режисер Вероніка Белькова.
- Диплом «За кращий сценарій» — сценарист і режисер Христина Сидорова за короткометражний фільм «Послух».
- Диплом «За краще музичне оформлення» — документальний фільм «ПОП РОК», режисер Євген Вагнер.
- Диплом «За краще художнє оформлення» — ігровий фільм «Близькі люди», режисер Анна Сімакова.
- Диплом «Спеціальний приз Андрія Бенкендорфа за творчий внесок в розвиток православного кіно» — режисер Олександр Столяров.
- Диплом «Спеціальний приз журі» — документальний фільм «Вічні люди», режисер Рубен Казарян.
- Диплом «Приз глядацьких симпатій» — короткометражне ігрове кіно «Їду як хочу», режисер Денис Філюков.
- Диплом «Фонду Блаженнішого Митрополита Володимира» — документальний фільм "Життя. Олександр Столяров ", режисер Микола Сніцар, продюсер Вадим Романенко.
- Диплом «За сприяння в проведенні фестивалю» — виконавчий директор столичного Будинку Кіно Неоніла Удовенко.